# Villino Raby
Il Villino Raby (o Palazzina Raby) è un edificio storico di Torino in stile Liberty che sorge nel quartiere Cit Turin, all'inizio di Corso Francia. 
Fu progettato da Pietro Fenoglio, in collaborazione con Gottardo Gussoni.

## Storia
Nel 1901 l'edificio fu commissionato come abitazione privata da Michele Raby all'ingegner Pietro Fenoglio, il quale si avvalse della collaborazione dell'architetto Gottardo Gussoni. Fortemente rimaneggiato nel corso degli anni, il villino è stato sede di una scuola privata negli anni ottanta e dal 2004 è stato acquistato dall'Ordine dei Medici Chirurghi e Odontoiatri della Provincia di Torino (OMCeO), che si è occupato di una attenta ristrutturazione e che l'ha eletto a propria sede ufficiale dal 2011.

## Caratteristiche progettuali

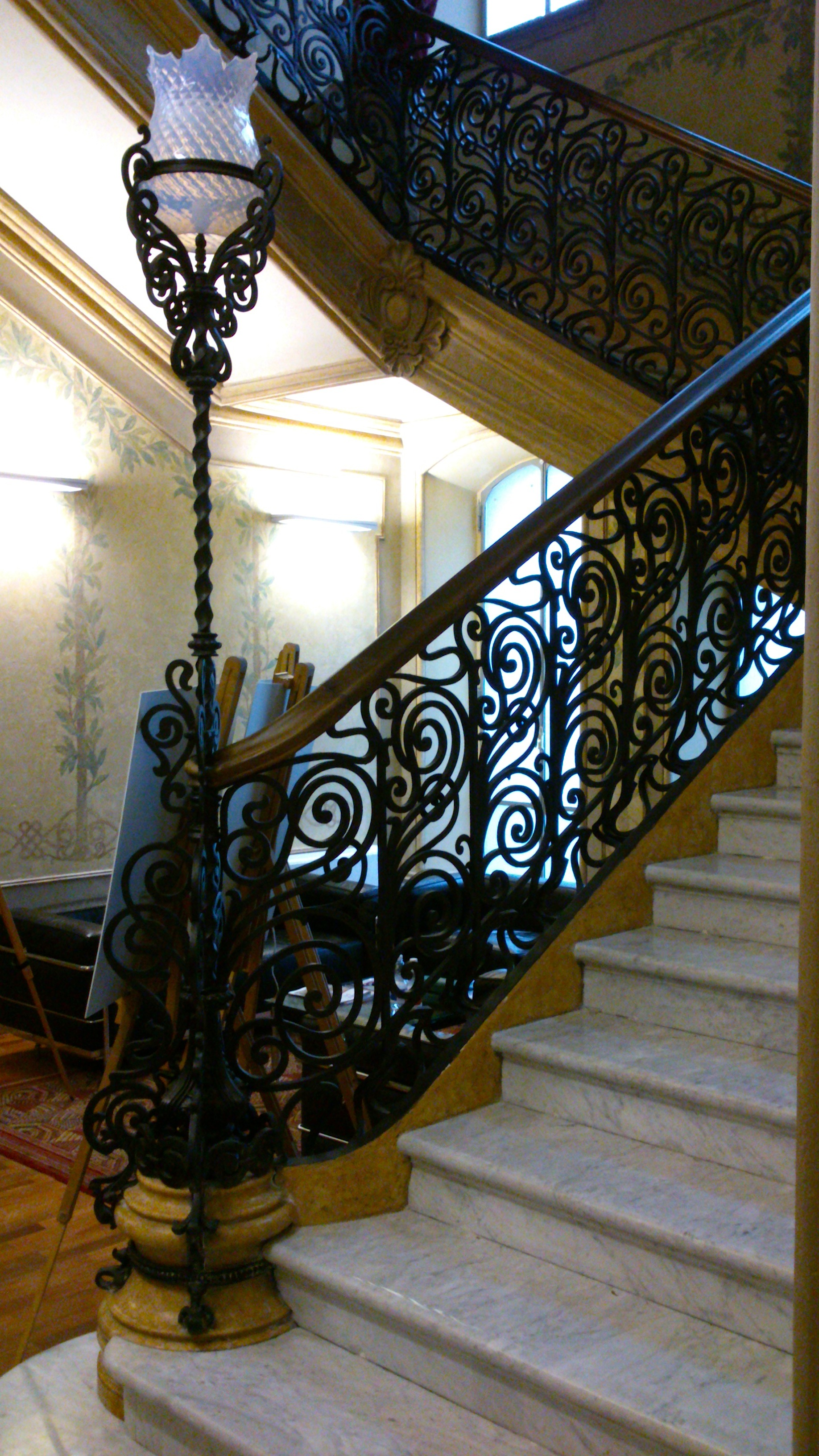
Particolare dello scalone interno e della ringhiera realizzata dal Mazzucotelli.

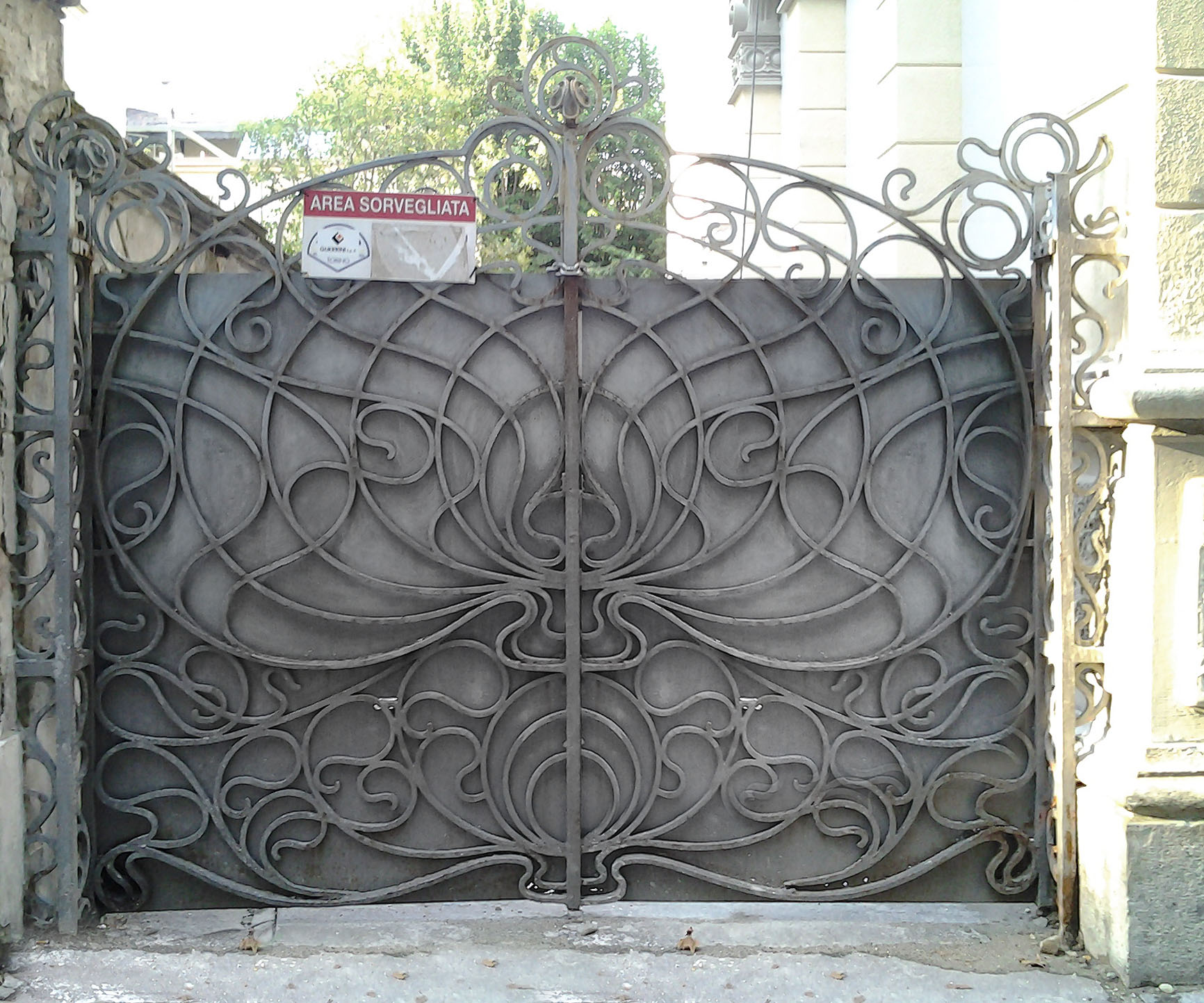
Particolare del cancello con la decorazione originale in ferro battuto.

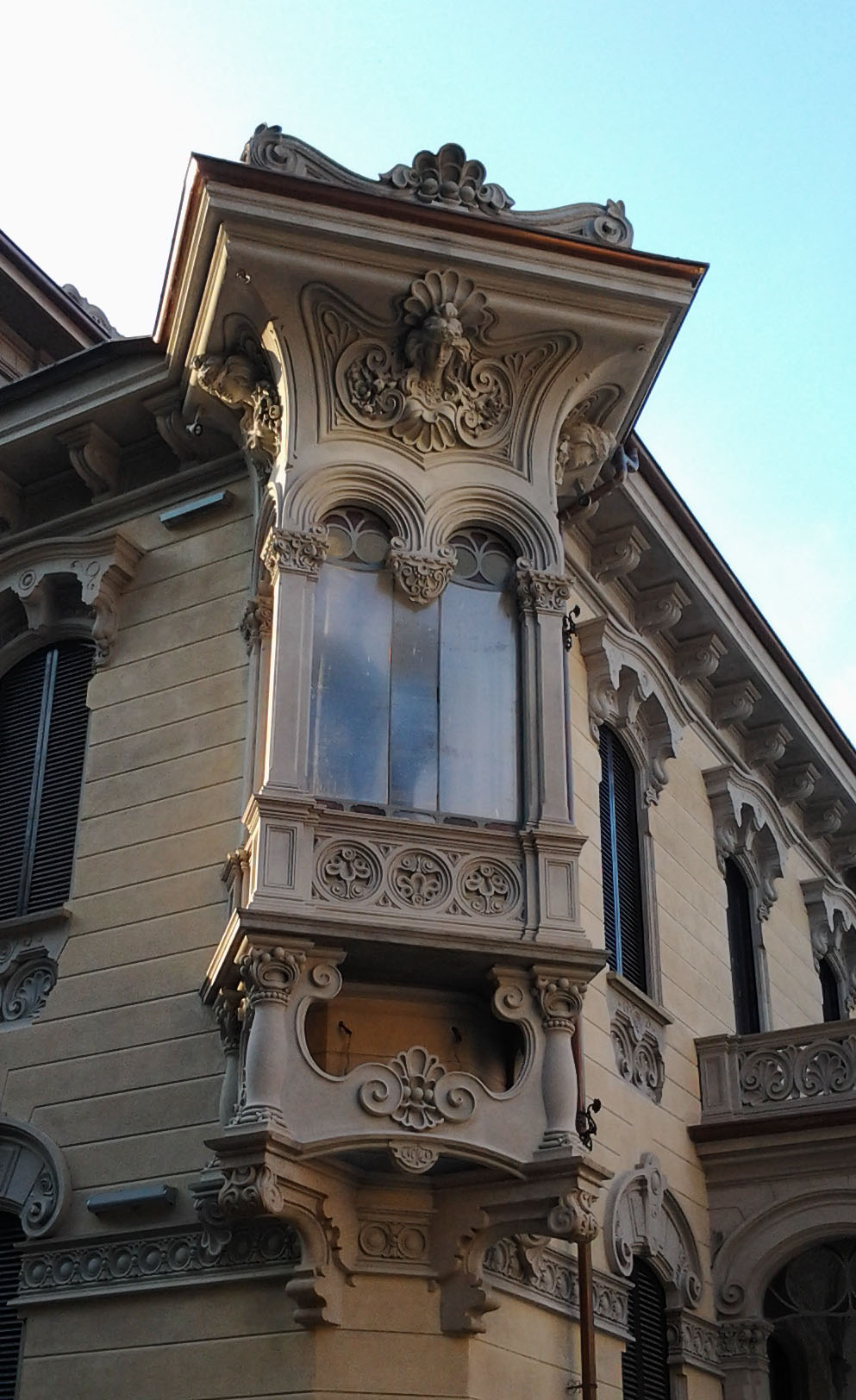
Particolare del prominente bovindo angolare.

Ubicato sull'asse del primo tratto di corso Francia, al centro di una zona fortemente caratterizzata dall'architettura Liberty, il Villino Raby rappresenta un valido esempio di commistione di due correnti di questo stile, prendendo esempio dalla scuola belga e da quella francese. Il progetto originale di Pietro Fenoglio fu più volte modificato in corso d'opera con l'ausilio del collega Gussoni, interessando prevalentemente le parti in ferro battuto, le balaustre e l'ampio bovindo che giustifica la notevole variazione d'altezza rispetto al resto della struttura. L'influenza di Gussoni si avverte, inoltre, nella ridondante presenza di numerosi elementi decorativi in litocemento che riconducono alle sue tipiche caratteristiche progettuali neobarocche, facendone un esempio paragonabile alla più celebre Villa Scott ma assai differente dalla vicina Casa Fenoglio-Lafleur.
L'edificio si basa su una planimetria asimmetrica sviluppandosi in modo assai articolato e ricco di differenti corpi di fabbrica. Accanto al grande bovindo presente nel prospetto principale si possono notare l'ingresso e la veranda con terrazzo, che è collegato al giardino sottostante dalla breve rampa. All'interno, fortemente rimaneggiato negli anni, rimangono le decorazioni ad opera del maestro Domenico Smeriglio da Poirino, che in seguito lavorerà ancora per Fenoglio in occasione della celebre Esposizione del 1902 e per la chiesa di Santa Elisabetta, all'interno del Villaggio Leumann e del maestro vetraio Ciravegna di cui si possono ancora ammirare i vetri originali del bovindo.
Di grande pregio è la ringhiera in ferro battuto dello scalone interno che si sviluppa su tre rampe e conduce al primo piano: realizzata dal Mazzuccotelli, essa è caratterizzata da un fitto disegno che è riproposto anche sul lampione alla base della scala e nella lanterna del lampadario dell'ingresso.
Originariamente la struttura era circondata da una decoratissima cancellata, la cui unica testimonianza superstite si può rintracciare nel decoro del portone carrabile, mentre nel cortile interno si trova la palazzina che ospitava le scuderie.

## Mezzi di trasporto
M1 Metropolitana M1(fermata Principi D'Acaja).